# Баабда (район)
Баабда (араб. قضاء بعبدا) — один з 25 районів Лівану, входить до складу провінції Гірський Ліван. Адміністративний центр — м. Баабда. На півночі межує з районом Матн, на сході — з районом Захле, на півдні — з районом Алей, на північному заході — з містом Бейрут, на заході омивається водами Середземного моря.
Адміністративно поділяється на 45 муніципалітетів.
| Ліван | Це незавершена стаття з географії Лівану. Ви можете допомогти проєкту, виправивши або дописавши її. |